# Communion de saint Jérôme
La Communion de saint Jérôme ou La dernière communion de saint Jérôme est une peinture à l'huile sur toile peinte en 1614 par l'artiste italien Le Dominiquin. Elle est conservée à la Pinacothèque vaticane.
Elle a été commandée pour l'Église San Girolamo della Carità à Rome en 1612 . La composition est très similaire à un tableau du même sujet d'Agostino Carracci. Le rival du Dominiquin, Giovanni Lanfranco, l'un des plus grands représentants du baroque émilien, en constante concurrence avec le Dominiquin, l'a accusé de plagiat en raison des similitudes.

## Sujet

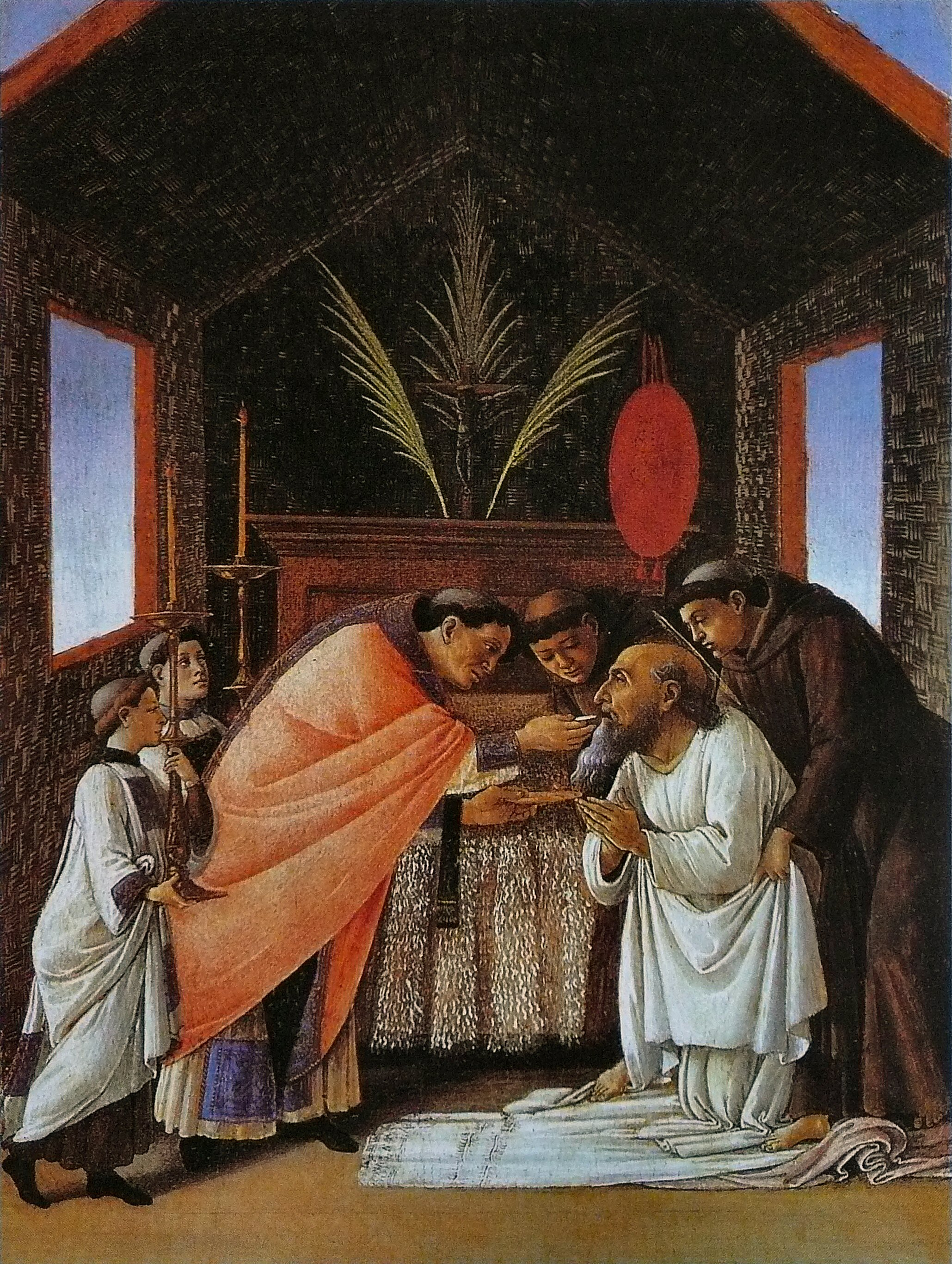
Sandro Botticelli, La Dernière Communion de saint Jérôme, vers 1495, Metropolitan Museum of Art, New York.

Le sujet principal de ce tableau est saint Jérôme(vers 347–420), la mince figure centrale représentée à genoux avec le tissu rouge, un latiniste, traducteur et prêtre chrétien. Il est considéré comme un docteur de l'Église, un saint dont les écrits doctrinaux ont une autorité particulière. Il a réalisé la traduction de la Bible en latin et fut de 382 à 385, le secrétaire du pape Damase Ier à Rome.
Le tableau du Dominiquin reprend le sujet d'un tableau antérieur de Sandro Botticelli, dans lequel ce dernier a représenté une scène de la lettre pseudépigraphique d'Eusèbe de Césarée à Damase Ier,. En réalité cet épisode de la vie du saint est sans fondement : des anecdotes inventées ont été ajoutées à la vie du saint au Moyen Âge afin d'exalter sa grandeur d'âme. Selon la légende, proche de la mort, à 96 ans, Jérôme aurait rassemblé ses dernières forces pour recevoir la communion dans les bras de ses disciples . 
Le Dominiquin traduit ici les positions orthodoxes de l'Église catholique qui défend la valeur du sacrement de l'Eucharistie contre les accusations lancées par les protestants. Ainsi, l'hostie est au centre de la composition et de l'attention des personnages.

## Histoire

### Commission
Alors que l'église de la Congrégation de San Girolamo della Carità à Rome est en cours de rénovation et de réaménagement entre 1611 et 1615, Le Dominiquin est chargé de réaliser un tableau pour le maître-autel de l'église. Il est payé 240 écus pour cette commande. Il s'agit de sa première commande publique de retable. Il travaille pendant trois ans sur la composition en préparant des dessins d'après nature, comme à son habitude. Le tableau est achevé en 1614.

### Plagiat

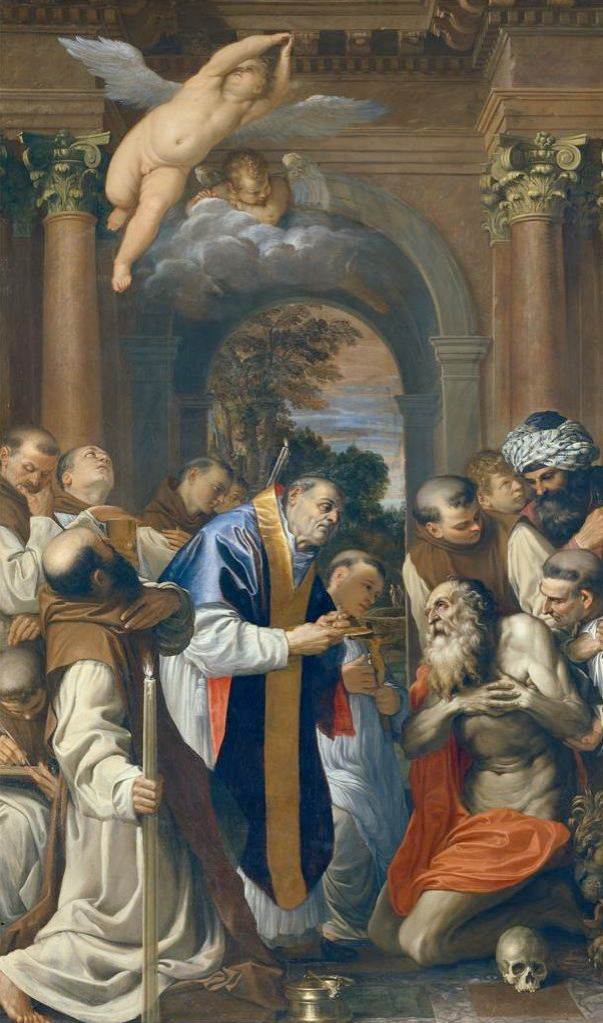
Agostino carracci, Communion de Saint Jérôme, Pinacothèque nationale de Bologne.

En 1620, Giovanni Lanfranco accuse le Dominiquin d'avoir volé des idées à Agostino Carracci dans son tableau sur le même sujet. Au moment de cette accusation, le Dominiquin et Giovanni Lanfranco sont tous deux en compétition pour une commande pour l'église Sant'Andrea della Valle. Giovanni Pietro Bellori et Nicolas Poussin défendent tous deux le Dominiquin de l'accusation. Le Dominiquin, Lanfranco et Francesco Albani ont été formés à l'Académie bolonaise des Incamminati auprès d'Annibale Carracci, qui est décédé en 1609 et est également le frère d'Agostino, décédé en 1602,. À cette époque, le Dominiquin est plus connu et mieux établi en tant qu'artiste indépendant que ses camarades, Lanfranco et Albani. 
En 1592, Agostino Carracci fut chargé par la Chartreuse de Bologne de peindre la Dernière Communion de saint Jérôme, qu'il acheva à la fin de 1593. La Dernière communion de saint Jérôme est un sujet rarement peint à cette époque, ce qui ajoute encore plus de poids à l'accusation de plagiat portée par Lanfranco. Pour défendre le Dominiquin, Giovanni Battista Passeri affirme qu'il est difficile d'éviter l'exemple donné par la peinture de Carracci des figures centrales de Jérôme recevant la communion du prêtre et que l'image centrale de saint Jérôme d'Agostino est si concluante que le Dominiquin n'avait pas d'autre moyen d'envisager la scène sans inclure l'inspiration de la version d'Agostino. Selon lui, le Dominiquin a fait ce qu'il pouvait pour s'écarter de la version de Carracci, en changeant les figures secondaires, la composition et d'autres détails dans sa propre interprétation. Le Dominiquin lui-même admet ouvertement qu'il a été inspiré par la peinture d'Agostino, mais qu'il n'avait aucune intention de nuire.
Le Dominiquin quitte Rome pour Naples en 1631. La raison de son départ est inconnue. Cela est peut-être dû à sa santé déclinante, à des problèmes juridiques ou à la promesse de commandes plus lucratives à Naples. Cette affaire de plagiat lui a toutefois valu une notoriété qui a parfois éclipsé la renommée de son talent.

### Comparaison des deux versions
Comme dans la version d'Agostino Caracci, Le Dominiquin utilise des putti volants, de grands chandeliers, et la figure principale est saint Jérôme, qui est presque identique à celle d'Agostino, à l'exception du placement inversé et du changement de pose dans l'ouverture les bras. Le tissu rouge enroulé autour du saint est similaire dans les deux tableaux, mais la façon dont il est placé sur la figure diffère : Agostino l'a suspendu à une épaule et posé sur ses genoux, le Dominiquin le laisse pendre librement des épaules du saint, comme s'il était sur le point de tomber de lui, révélant un tissu blanc enroulé autour de sa taille. À l'arrière-plan quelques figures sont similaires à celles d'Agostino, comme l'homme au turban. Dans la plupart des cas, le Dominiquin a modifié la disposition des personnages, la conception et les vêtements du prêtre et de la foule. Même les arrière-plans sont similaires, avec des arcades arrondies menant vers un paysage rural avec des arbres, bien que l'ouvrage d'Agostino ait des colonnes composites près du plan médian, tandis que celui du Dominiquin a des colonnes corinthiennes. Le symbolisme qu’ils utilisent est différent. Le Dominiquin figure un lion en bas à gauche, qui est un symbole de saint Jérôme, et Agostino, un crâne en bas à droite pour symboliser la mort du saint.

## Description
Soutenu affectueusement par ses disciples, le saint regarde l'hostie, placée au centre de la composition, que lui tend le prêtre. Les visages et les expressions sont rendues avec soin et réalisme. Le lion de Jérôme, un des attributs du saint à qui il aurait retiré une épine de la patte, repose à ses pieds.
Derrière, une arcade laisse voir un paysage, illustration du lien entre l'homme et la nature. Au-dessus, des putti observent la scène et symbolisent sans doute la dévotion dont l'ermite faisait l'objet.

## Analyse
Le retable est marqué des leçons d'Annibale et Agostino Carracci . 
La grande arcade de l'église est élancée pour donner de l'ampleur à la scène et pour permettre d'ajouter un paysage . 
Le Dominiquin dépeint avec talent les attitudes et les sentiments des personnages présents : Jérôme, vieillard affaibli est soutenu par tous les présents, qui se penchent vers lui pour lui porter secours. Une attente et une tension bienveillante dominent la scène, comme le montre la figure agenouillée à droite, concentrée sur le saint et le mystère eucharistique.

## Réception
Le Dominiquin considérait La Dernière Communion de saint Jérôme comme son chef-d'œuvre. D'autres artistes de cette époque, comme Andrea Sacchi et Nicolas Poussin, la considéraient même comme l'égal de La Transfiguration de Raphaël. Cependant, après le scandale d'appropriation et les accusations de Lanfranco, le Dominiquin a commencé à être perçu sous un jour négatif. Les débats publics sur les questions de contrefaçon de l'œuvre ont déclenché un débat plus large qui a remis en cause les valeurs traditionnelles d'imitation.
Quelques érudits et artistes soutenaient le Dominiquin. L'historien italien Carlo Cesare Malvasia (1616-1693) a répondu à la notoriété du Dominiquin et des artistes en général en écrivant : « Quel peintre ne vole pas d'une manière ou d'une autre ? Soit des gravures, soit des reliefs, soit la nature elle-même, soit des œuvres d'autrui, en tournant les poses dans le sens inverse, en tordant un bras de plus, en montrant une jambe, en changeant le visage, en ajoutant une draperie, et, en bref, en cachant judicieusement le vol ? »